# Mamenchisaurus
Genre
Espèces de rang inférieur
- † M. anyuensis He, Yang, Cai, Li & Liu, 1996
- † M. constructus Young, 1954 (espèce type)
- † M. fuxiensis Hou, Zhao & Chu, 1976
- † M. hochuanensis Young & Zhao, 1972
- † M. jingyanensis Zhang, Li & Zeng, 1998
- † M. sinocanadorum D. Russell & Zheng, 1994
- † M. youngi Pi, Ouyang & Ye, 1996
- † M. yunnanensis Fang et al.[1], 2004

Mamenchisaurus est un genre fossile de grands dinosaures sauropodes eusauropodes, au cou extrêmement long représentant la moitié de la longueur de l'animal.
Il est connu par de nombreuses espèces qui ont vécu au Jurassique supérieur (étages Oxfordien à Tithonien), soit il y a environ entre 161,5 à 149,2 millions d'années, dans ce qui est maintenant la Chine.
Mamenchisaurus a donné son nom à la famille des Mamenchisauridae à laquelle il est généralement rattaché.

## Étymologie

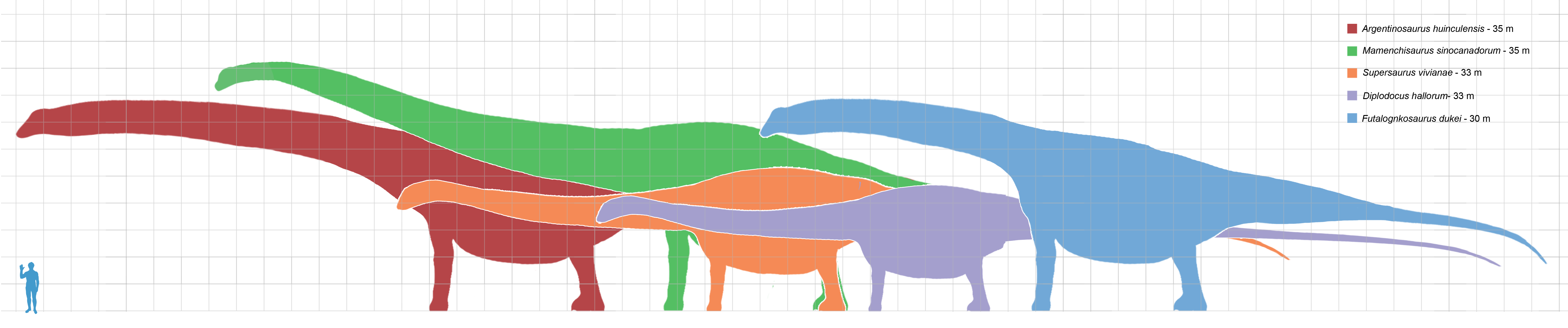
Tailles comparées des plus grands sauropodes connus (selon les schémas de squelettes établis par Scott Hartman et Kenneth Carpenter) :
Argentinosaurus huinculensis
Mamenchisaurus sinocanadorum
Supersaurus vivianae
Diplodocus hallorum
Futalognkosaurus dukei

Mamenchisaurus signifie « Lézard Mamenchi », du Chinois Pinyin mǎ (马 'cheval') et mén (门 'porte'), avec chi qui est une translittération de xī (溪 'courant' ou 'ruisseau'), combiné avec le suffixe -saurus (du grec ancien sauros signifiant « Lézard »).
Il était prévu de nommer ce dinosaure d'après le nom du lieu où il a été découvert - un site de construction près de Mǎmíngxī (马鸣溪), ferry traversant la rivière Jinsha (金沙江, le principal affluent du Yangtze), à côté de Yibin (宜宾) dans la province Sichuan. Cependant, après une faute d'accentuation de Young, le nom de Mǎmíngxī (马鸣溪 'Ruisseau du cheval hennissant') a été transformé en Mǎménxī (马门溪 'Ruisseau du cheval porte').
Le fait que le premier fossile de Mamenchisaurus ait été excavé d'un site de construction, fit que Young nomma la première espèce Mamenchisaurus constructus.

## Découverte
Le premier Mamenchisaurus a été découvert en 1952 lors de la construction d'une autoroute dans le Sichuan en Chine. Le fossile d'un squelette partiel a été étudié et nommé en 1954 par le paléontologue chinois, le professeur C. C. Young.

## Description
Le premier spécimen découvert mesurait 22 mètres de long, dont la moitié pour le cou. Dix-neuf vertèbres de ce spécimen ont été découvertes (un autre record), avec des restes de tiges. La taille de certains adultes pourrait dépasser 26 mètres de long.
En 1972, une deuxième espèce de Mamenchisaurus a été mise au jour (M. hochuanensis), avec un cou de plus de 9,30 mètres, alors considéré comme le plus long chez les dinosaures après Supersaurus et Sauroposeidon. Un spécimen de Mamenchisaurus hochuanensis est exposé au musée d'histoire naturelle de Shanghaï.
En 1987, un spécimen incomplet d'une nouvelle espèce, M. sinocanadorum, a été mis à jour dans le cadre d'une collaboration entre la Chine et le Canada, d'où le nom donné à l'espèce en 1993. En 2023, une nouvelle analyse des ossements retrouvés, fondée sur une comparaison avec les squelettes plus complets de sauropodes appartenant à des genres voisins, a conclu que le cou de ce spécimen dépassait 15 mètres de longueur ,,.

## Liste des espèces

Comparaison des tailles des différentes espèces de Mamenchisaurus : M. constructus, M. youngi, M. hochuanensis et M. sinocanadorum.

- † M. anyuensis He, Yang, Cai, Li & Liu, 1996
- † M. constructus Young, 1954
- † M. fuxiensis Hou, Zhao & Chu, 1976
- † M. hochuanensis Young & Zhao, 1972
- † M. jingyanensis Zhang, Li & Zeng, 1998
- † M. sinocanadorum D. Russell & Zheng, 1994
- † M. youngi Pi, Ouyang & Ye, 1996
- † M. yunnanensis Fang et al., 2004

## Dans la culture populaire
Dans le film Le Monde perdu : Jurassic Park (1997) de Steven Spielberg, deux mamenchisaures apparaissent dans une scène où un chasseur sur une moto passe entre les pattes de l'un d'eux.
Il apparaît aussi dans le jeu Jurassic World Evolution (2018).

## Galerie

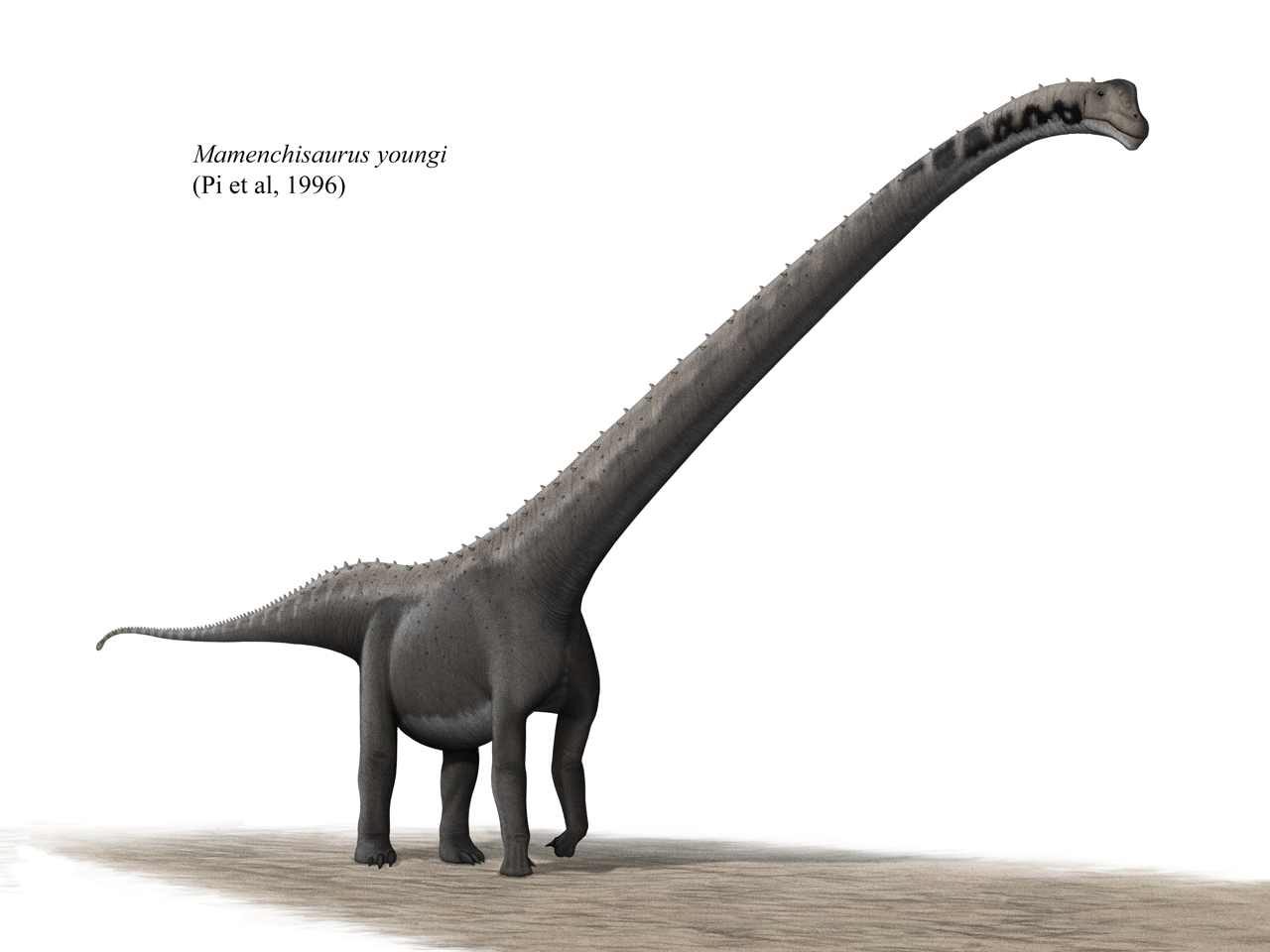
Vue d'artiste de Mamenchisaurus youngi.
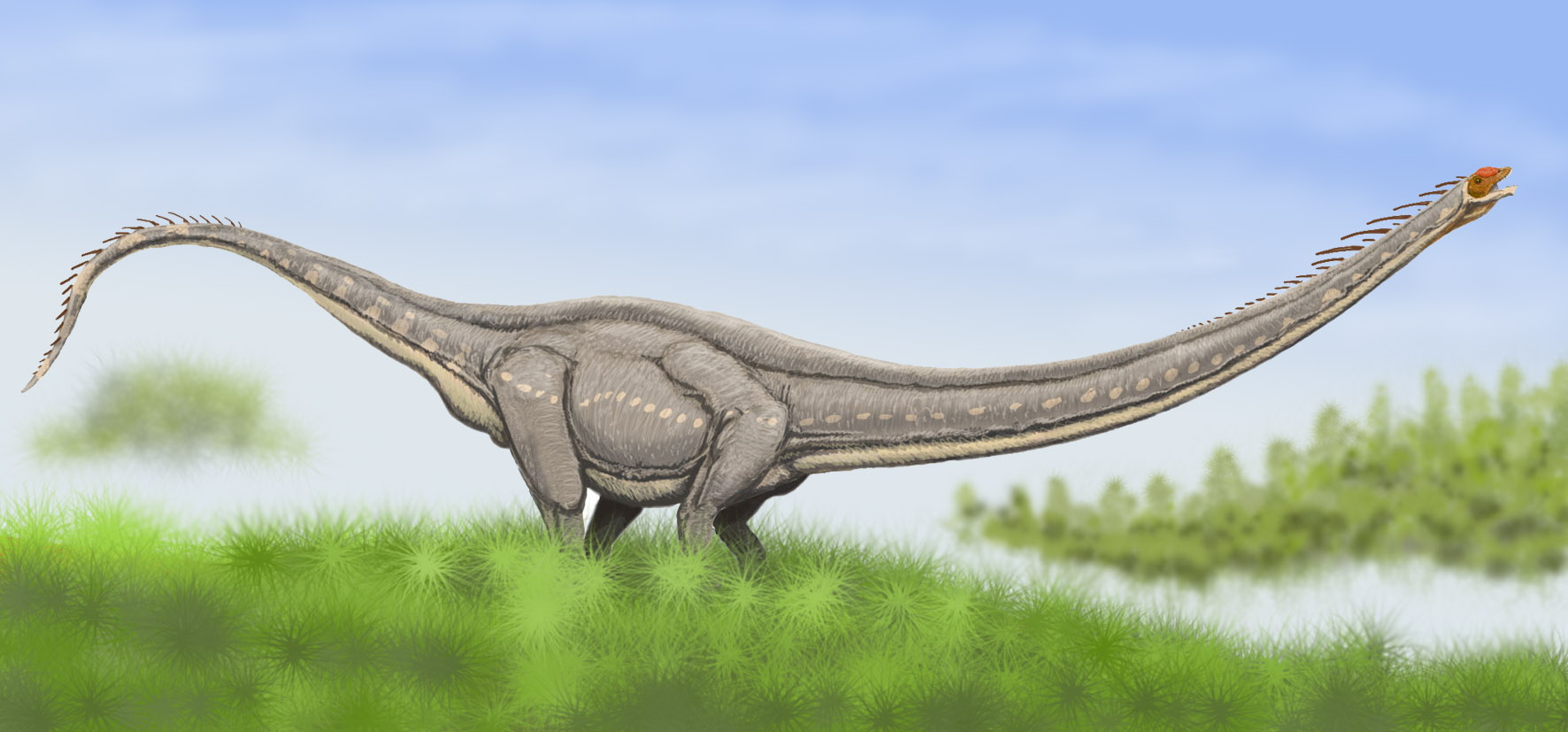
Autre vue d'artiste de Mamenchisaurus youngi.